# Makroevoluce
Makroevoluce označuje evoluční procesy probíhající nad úrovní druhu.

## Definice
Evoluční procesy lze rozlišovat na mikroevoluční a makroevoluční úrovni. Mikroevoluce označuje změny, jež probíhají na úrovni populací a lze ji charakterizovat jako studium vzniku a vývoje adaptací. Naproti tomu makroevoluce označuje procesy, které se objevují na naddruhové úrovni. Z nich lze zmínit konkrétně: vznik a vývoj vyšších taxonů; vznik určitých evolučních novinek (odvozených znaků), jež jsou pro tyto taxony charakteristické; stejně jako změny diverzity v jednotlivých vývojových liniích. Významného vlivu v tomto směru nabývá poměr speciací a extinkcí, jenž může být v mnohých případech vychýlen zásahy jednorázových náhodných událostí, jako jsou různé globální katastrofy.
První použití termínu makroevoluce se připisuje ruskému genetikovi a vývojovému biologovi Jurijovi Filipčenkovi (1927), podle něhož „původ znaků, které rozlišují vyšší systematické kategorie, vyžaduje jiné faktory než původ nižších taxonomických jednotek“. Především ve 20. století panovaly spory, zda lze zákonitosti makroevoluce redukovat na mikroevoluční procesy v delším časovém měřítku, či zda vyžadují obšírnější vysvětlení. Zvláště před moderní evoluční syntézou navrhovali různí autoři rozličné makroevoluční mechanismy, jež měly být odlišné od mechanismů mikroevolučních (často nedarwinistické); naproti tomu Dobzhansky, Simpson či Rensch tyto názory odmítli. Konkrétní makroevoluční fenomény, včetně otázky (ne)spojitosti evoluce, spojené s interpretací fosilního záznamu, jsou rozebrány v kapitole níže.
Definici mikroevoluce a makroevoluce často zkreslují zastánci kreacionismu, resp. nevědecké myšlenky inteligentního designu (ID). Podle konceptu ID je řada struktur svou stavbou natolik složitá, tzv. neredukovatelně komplexní, že nemohla vzniknout bez zásahu tzv. inteligentního designéra. Zatímco takoví kreacionisté mohou přijímat mikroevoluci, tedy v tomto pohledu menší změny v rámci populace, makroevoluci pokládají za nepřijatelnou, protože zahrnuje odvětvování druhů od společných předků a vznik morfologických novinek, resp. změny tělesného plánu. Nicméně ačkoli jednoduchá definice makroevoluce jako „evoluce na naddruhové úrovni“ příliš zjednodušuje fenomény v rámci ní zahrnuté, koncepty mikro- a makroevoluce jsou navzájem neoddělitelné.

## Některé makroevoluční fenomény

### Charakter kladogeneze
Jako kladogeneze se většinou označuje rozvětvení jedné vývojové linie organismů na dvě vývojové linie dceřiné. Charakter kladogeneze v rámci jedné vývojové linie určuje poměr extinkcí a speciací a v rámci času se mění. Například možnost obsazení prázdných ekologických nik může v rámci jedné vývojové linie vést k rapidní diverzifikaci nových druhů, takzvané adaptivní radiaci. Z makroevolučního pohledu jsou úspěšnější takové taxony, jež z dlouhodobého hlediska s větší pravděpodobností odštěpují dceřiné taxony, a naopak s menší pravděpodobností podléhají extinkci. Kompetice o co nejčastější speciace a nejpomalejší vymírání je základní myšlenkou tzv. druhového výběru, jenž však nesmí být zaměňován s přirozeným výběrem a jenž se, na rozdíl od přirozeného výběru, nepodílí na vzniku účelných, adaptivních znaků. 
Samotná vymírání lze dělit na tzv. průběžná (neboli na pozadí) a hromadná. Během hromadných vymírání prudce vzrůstá intenzita extinkcí ve srovnání s vymíráním „na pozadí“, přičemž zasaženy jsou ve větší míře i vyšší taxony. Podobné změny v selektivitě vymírání a v evolučním pozadí umožňují následnou diverzifikaci kdysi okrajových skupin – v makroevoluci se tedy ve značné míře projevuje efekt náhody.

### Tempo evoluce

Gradualistická versus punktuacionalistická evoluce

Dlouhodobě diskutovaným tématem evoluční biologie a paleontologie je snaha vysvětlit skutečnost, že druhy se ve fosilním záznamu často objevují náhle, nevykazují žádné významné anagenetické změny a náhle z fosilního záznamů také mizí, přičemž obvykle bývají nahrazeny jinou, často příbuznou formou. Paleontologové, již odmítali evoluční význam těchto pozorování a zastávali tzv. model gradualistické evoluce (= postupující větší či menší rychlostí během celé existence druhu), vysvětlovali tento fenomén neúplností fosilního záznamu. Podobný pohled zastával i samotný Darwin. V opozici s gradualistickou evolucí vystupuje model evoluce punktuacionalistické, podle níž druhy nabývají svého specifického fenotypu velmi rychle po speciaci a následně se během své existence téměř nemění (období „stáze“). Teorie nespojitého průběhu anageneze je většinou spojována se jmény Nilese Eldredgeho a Stephena Jaya Goulda jako teorie přerušovaných rovnováh (1972).

### Evoluční novinky
V průběhu evoluce dochází k zásadním přestavbám některých tělních struktur, případně ke vzniku zcela nových inovací. Evoluční a vývojová biologie se snaží odpovědět na otázky, zda každý krok vedoucí ke vzniku konečného komplexního znaku mohl být poháněn pouze prostřednictvím menších změn kumulovaných přirozeným výběrem, a zároveň jaké je genetické a vývojové pozadí vzniku takového znaku. Jeden z pozoruhodných náhledů na evoluci představuje tzv. saltacionistický model, podle něhož významné fenotypové změny vznikají v důsledku náhodných skokových makromutací – německý genetik Richard Goldschmidt takové jedince nazýval nadějnými obludami („hopeful monsters“). Saltacionismus představoval opoziční směr vůči (neo)darwinismu a stal se vesměs odmítaným, byť určité oživení nabyl mezi některými stoupenci evolučně vývojové biologie („evo-devo“).
Přítomnost některé evoluční inovace může organismům otevřít cestu do nových ekologických nik, a tím zahájit zmíněné adaptivní radiace. Určitá anagenetická změna může mít i přímý vliv na druhový výběr: pokud například v rámci jedné vývojové linie dojde ke ztrátě křídel či jiného znaku usnadňujícího pohyblivost jedinců a genový tok v rámci populace, snadněji může docházet k izolaci určitých populací, a tím pádem i k četnější frekvenci speciací.

### Evoluční trendy
Evoluční trendy označují postupné změny určitých fenotypových vlastností na makroevoluční úrovni, tedy operují se směrovaností evoluce. Na základě této myšlenky jsou v průběhu evoluce některé evoluční změny pravděpodobnější než jiné, přičemž určité evoluční trendy mohou být v extrémním případě rozšířeny i napříč všemi živými organismy. Trendy mohou být pasivní, pokud jsou v jednom směru omezeny, např. minimální možnou velikostí těla (minimální možnou komplexitou – hovoří se o efektu zdi); anebo tzv. hnané, pokud dochází ke změně jak maximální, tak minimální hodnoty znaku. Hypotetických příčin evolučních trendů se uvažuje vícero, od směrovaných mikroevolučních změn přes vývojová omezení až po druhový výběr. Z konkrétních uvažovaných evolučních trendů lze jmenovat například:
- trend zvyšování komplexity;
- postupné zvětšování tělesné velikosti napříč různými liniemi obratlovců (Copeho pravidlo);
- nebo postupné zmenšování počtu tělních článků a jejich diferenciace (Willistonovo pravidlo).[1][10]